# Resolució 1413 del Consell de Seguretat de les Nacions Unides
La Resolució 1413 del Consell de Seguretat de les Nacions Unides fou adoptada per unanimitat el 23 de maig de 2002. Després de reafirmar totes les resolucions sobre la situació a l'Afganistan, en particular les resolucions 1386 (2001) i les resolucions 1368 (2001) i 1373 (2001) sobre terrorisme, el Consell va estendre l'autorització de la Força Internacional d'Assistència i de Seguretat (ISAF) durant sis mesos addicionals des del 20 de juny de 2002.
El Consell de Seguretat va reconèixer que la responsabilitat de proporcionar seguretat i ordre públic a tot l'Afganistan residia amb els mateixos afganesos. Va apreciar el lideratge del Regne Unit a la ISAF i les contribucions de moltes nacions a la força. Mentrestant, va assenyalar que l'oferta de Turquia per assumir el lideratge de la ISAF. El Consell també va determinar que la situació a l'Afganistan era una amenaça per a la pau i la seguretat internacionals i va exigir a la ISAF que complís el seu mandat.
Actuant sota el Capítol VII de la Carta de les Nacions Unides, el Consell va ampliar l'autorització de la ISAF a la capital Kabul durant sis mesos més fins al 20 de desembre de 2002, i per a totes les nacions que participessin en la ISAF totes les mesures necessàries per complir el seu mandat. Es va demanar als Estats que proporcionessin personal, equips i altres recursos a la ISAF i al fons fiduciari voluntari.
Finalment, es va demanar al lideratge de la ISAF que presentés informes mensuals sobre l'execució del seu mandat.